# Lazare d'Aix
Pour les articles homonymes, voir Lazare (homonymie).
Lazare, ou saint Lazare est un évêque d'Aix-en-Provence du Ve siècle. Premier évêque du diocèse d'Aix dont l'existence est assurée, nommé par l'empereur usurpateur Constantin III, il est destitué à la mort de ce dernier, en 411, après avoir été nommé dans des conditions troubles. Il est, avec Héros d'Arles, le premier moine évêque de l’épiscopat provençal. Il serait mort le 31 août 441. Sa sépulture se trouve dans la crypte de l'abbaye de Saint-Victor de Marseille. Ses reliques ont été données, au Moyen Âge, à la cathédrale Saint-Lazare, à Autun, en Bourgogne. Certaines reliques ont été redonnées au diocèse de Marseille sous Mgr de Belsunce et Mgr de Mazenod et ont rejoint le chef du saint qui était resté dans la cité phocéenne.

## Biographie

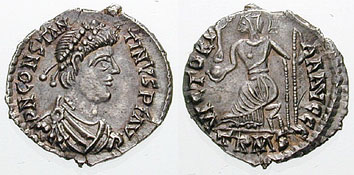
Constantin III. Au revers son programme politique : la victoire et Rome, assise tenant le globe du monde.

Lazare est nommé évêque d'Aix en même temps que Héros est nommé à Arles. Les deux hommes sont placés à cette position par l'empereur usurpateur Constantin III qui s'était fait élire en 407. Installé à Arles, Constantin entend s'appuyer sur l'Église pour asseoir son pouvoir. Les nominations de Lazare et d'Héros, sans doute en 408, se font dans ce contexte. Si la nomination d'Héros se fait sans opposition majeure, il n'en est pas de même pour Lazare, dont la nomination se fait dans une effusion de sang dans la cathédrale d'Aix, aujourd'hui disparue,.  À Rome, la situation n'est pas tolérée et Flavius Honorius, l'empereur légal, envoie le général Flavius Constantius à l'assaut d'Arles qui tombe. L'usurpateur est exécuté en novembre 411. Ses deux évêques sont destitués. Lazare est expulsé de son diocèse par la population aixoise et excommunié par l'autorité romaine. Si un évêque prend la place d'Héros à Arles, l'Église d'Aix, elle, restera sans évêque plusieurs décennies. Si la destitution d'Héros ne fait pas de doute, celle de Lazare fait davantage débat. Selon certains, deux ans après, en 413, Lazare est encore à la tête de l'épiscopat aixois et fait construire un baptistère dans son groupe épiscopal, à côté de l'ecclesia major.
Après son départ d'Aix, Lazare fait voile pour la Palestine où il s'installe pour un temps. L'auteur catholique Marius Mercator affirme qu'il y est encore en 420. Il revient ensuite terminer sa vie à Marseille, hypothèse que certains remettent en cause, comme le chanoine Albanès.
Le texte le plus ancien faisant allusion à l'épiscopat de saint Lazare est un passage de l'Otia imperialia de Gervais de Tilbury (1212). Pourtant, des chercheurs estiment que Lazare n'est pas le premier évêque d'Aix, mais qu'il a un prédécesseur, et peut-être même plusieurs. C'est en tout cas, le premier dont le nom est parvenu jusqu'à nous.

### L'épitaphe à Saint-Victor

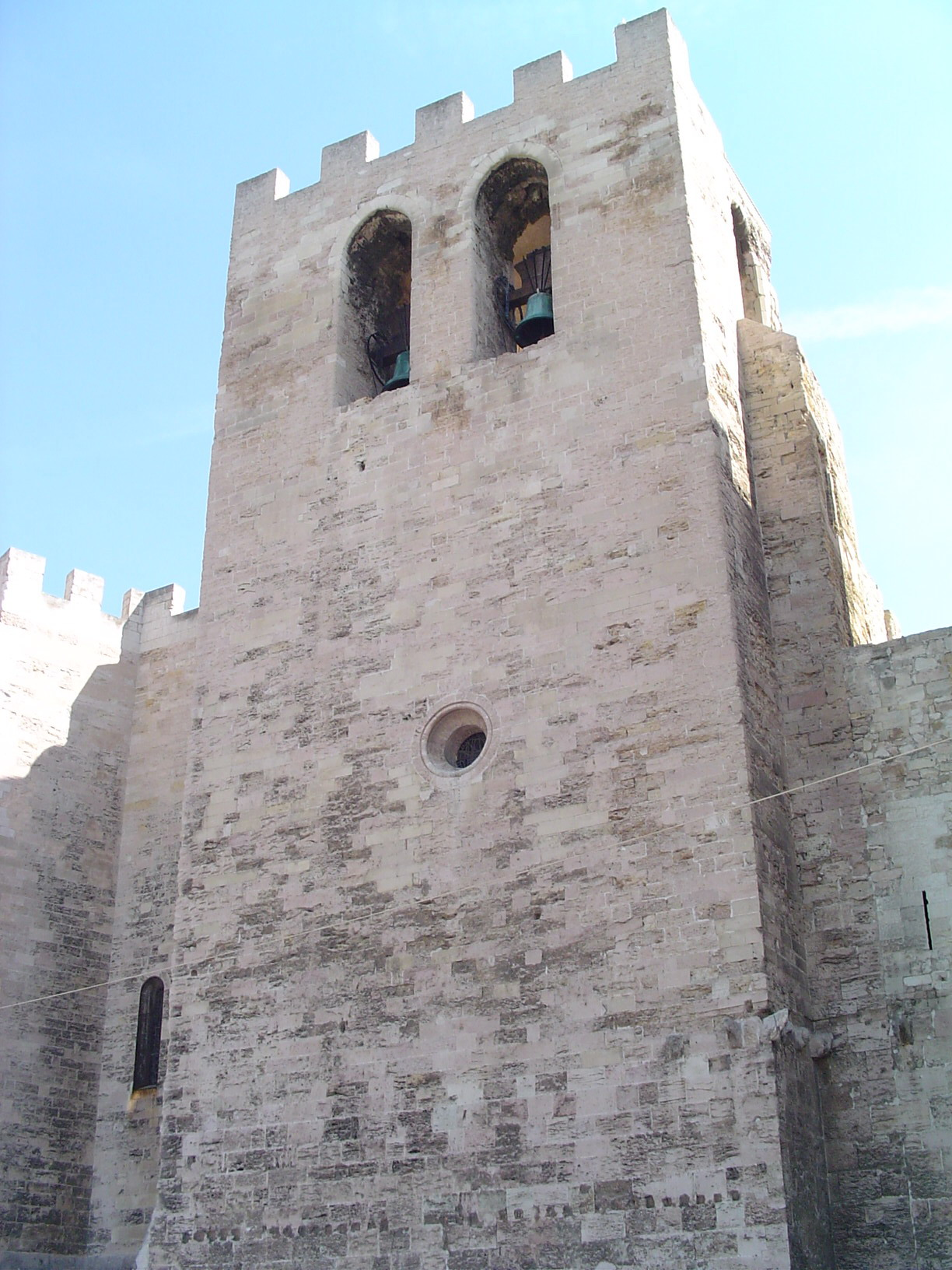
L'abbaye Saint-Victor de Marseille

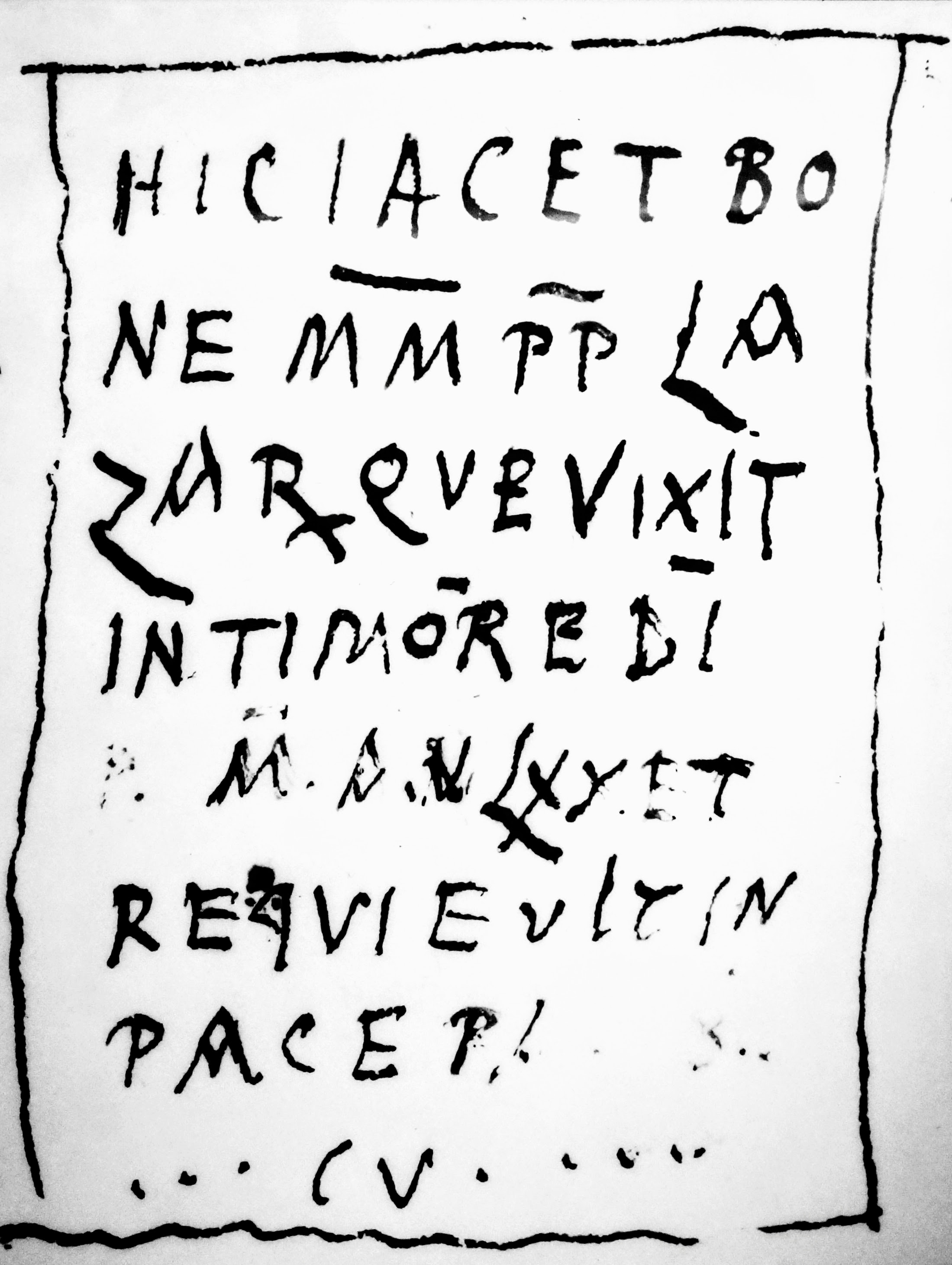
Epitaphe, restituée d'après Peiresc

Dans la crypte de l'abbaye de Saint-Victor de Marseille, il existait une épitaphe du Ve siècle qui indique qu'un évêque nommé Lazare était enterré là. Les archéologues pensent que cette stèle fait référence à l'évêque d'Aix, qui fut consacré à Marseille vers 408, et qui, ayant dû abandonner son siège en 411 comme son collègue d'Arles, Héros, passa quelque temps en Palestine. Vers 415-416, il revient de Palestine  avec Jean Cassien et termine sa vie à Marseille. C'est sans doute le nom de cet évêque revenant de Palestine qui donna corps à la tradition de la venue de Lazare et de ses sœurs (les « Saintes Maries ») en Provence et plus spécifiquement de l'épiscopat de celui-ci à Marseille. Nicolas-Claude Fabri de Peiresc a fait en son temps (début du XVIIe siècle) une copie de l'épitaphe. Rédigée en latin ainsi Hic iacet bo/n(a)e m(e)m(oriae) p(a)p(a) La/zar[us] qu<i> vixit / in timore D(e)i / p(lus) m(inus) an(nos) LXX et / requievit in / pace pr(idie) [Kal(endas)] S/[ept(embres)?] C[---] V[---], elle se traduit ainsi  en français : 

« Ci gît le pape Lazarus de bonne mémoire qui a vécu dans la crainte de Dieu plus ou moins 70 ans et s'est endormi dans la paix. »

On peut y lire une date, sans doute celle du décès, qui pourrait être le 31 août 441 (la veille du premier jour des calendes de septembre). L'inscription originale a été perdue dans le courant du XVIIe siècle. Peiresc attribuait cette épitaphe à la tombe d'une femme, comme plusieurs auteurs après lui. La pierre tombale qui se trouve aujourd'hui dans la crypte de l'abbaye est une copie de la copie de Peiresc.

### Translation des reliques à Autun
Sous le règne de Charlemagne, les reliques sont redécouvertes en l'abbaye Saint Victor de Marseille, et il se fait instantanément une confusion puisqu'elles sont confondues avec celles de Lazare, l'ami de Jésus. (La Légende indique en effet que Sainte Madeleine, Sainte Marthe et Saint Lazare auraient débarqué à Marseille). Les reliques sont alors honorées en cette même ville de Marseille.
Au Xe siècle, s'organise à Vézelay le culte de Marie Madeleine. Il rencontre un grand succès, à tel point que les foires de Vézelay font de l'ombre au marché d'Autun. Gérard, évêque d'Autun, cherche alors un « concurrent » à Marie-Madeleine. En 965, sous le règne de Lothaire, il négocie l'obtention des reliques de Lazare avec l'évêque de Marseille. Elles arrivent, après maintes tractations, en 972 à Autun, où elles sont vénérées en la cathédrale Saint-Nazaire.
Au XIIe siècle, Humbert est évêque à Autun. Une nouvelle cathédrale est en construction et sera consacrée par le pape Innocent II. Quelque temps plus tard, avec ses conseillers, l'évêque décide de faire ouvrir la châsse qui contient les reliques.
Cette grande cérémonie se déroule 20 octobre 1148, alors que règnent le pape Eugène III et le roi Louis VII. De nombreuses personnalités de la noblesse et du clergé sont invitées. 
Lorsqu'on l'ouvre, après avoir loué Dieu toute une nuit, une suave odeur se dégage du corps de celui qu'on croit encore être l'ami du Christ. La châsse est portée en procession solennelle dans la nouvelle cathédrale qui prendra le nom du saint. On fait toujours, le dimanche qui suit la Saint-Luc, mémoire de la translation de ces reliques (c'est-à-dire, au jour anniversaire de la mort de l'évêque).
Le reliquaire de saint Lazare, après les restaurations de la cathédrale commencées en 2012, est désormais rendu à la vue des fidèles et des visiteurs dans la chapelle absidiale orientale de la cathédrale Saint-Lazare d'Autun (celle-ci étant orientée Nord-Sud). Il est fêté chaque premier jour de septembre.